# 徐建贤
徐建贤（1984年—），广东怀集人，汉族，中华人民共和国政治人物、第十二届全国人民代表大会广东地区代表。

## 生平
毕业于广东广播电视大学乡镇企业管理专业。加入中国共产党。2013年，担任全国人大代表。2018年2月24日，当选为第十三届全国人大代表。